# Miconia carnea
Miconia carnea är en tvåhjärtbladig växtart som beskrevs av Célestin Alfred Cogniaux. Miconia carnea ingår i släktet Miconia och familjen Melastomataceae.
Artens utbredningsområde är Costa Rica. Inga underarter finns listade i Catalogue of Life.